# 三浦義村
三浦 義村（みうら よしむら）は、鎌倉時代初期の相模国の武将。鎌倉幕府の有力御家人。桓武平氏良文流三浦氏の当主・三浦義澄の次男（嫡男）。

## 生涯

### 幕府創設期
三浦義村が初めて史料に登場するのは『吾妻鏡』寿永元年（1182年）8月11日条である。源頼朝正室（のちの政子）の安産祈願の祈祷のため、伊豆・箱根の両権現と近国の寺社に奉幣使を立てた記事の中に「安房東条庤」へ遣わされた使者として「三浦平六」という名前が見える。これが義村である。また元暦元年（1184年）8月には源範頼を総大将とする平家追討軍に父・義澄とともに従軍、これが史料で確認できる初めての従軍となる。なお、『源平盛衰記』37巻ではこの追討軍の構成について「十五六ハ小、十七以上ハ可㆓上洛㆒ト被㆑定タリ」としており、参加資格は17歳以上であったことがわかる。歴史学者の高橋秀樹は義村がこれ以前に従軍した形跡がないことから、この年に17歳になった可能性が高いとして、生年を仁安3年（1168年）としている。
その後も文治元年（1185年）10月には頼朝の勝長寿院供養に供奉、同3年（1187年）8月には鶴岡八幡宮の放生会で射手を勤めている。そして建久元年（1190年）の頼朝上洛にやはり父・義澄とともに供奉し、父の勲功を譲られるかたちで右兵衛尉に任官した。

### 梶原景時の変・畠山重忠の乱・牧氏の変
建久10年（1199年）、頼朝が亡くなると、幕府内部における権力闘争が続発する。その中で三浦義村は中心的役割を果すことになる。その手始めは梶原景時の変である。侍所所司として御家人たちの行動に目を光らせる立場にあった景時は、結城朝光の御所での発言を謀叛の証拠であると将軍頼家に讒言した。窮地に立たされた朝光は「断金の朋友」である義村に相談。義村は和田義盛、安達盛長と相談の上、景時を排除することを決断。義村は連署状の起草に中原仲業を推薦した。翌日、同意した御家人たちが鶴岡八幡宮の廻廊に集まり、仲業が訴状を読み上げた。義村は仲業の書いた文章の中で「鶏を養う者は狸を畜わず。獸を牧う者は豺を育てず」という1文に感激したという。義村と義盛は有力御家人66人が連署した「景時糾弾訴状」を頼家の側近・大江広元に提出。景時を惜しむ広元は当初は躊躇するものの、最終的には頼家に言上。これにより景時は失脚して所領の相模国一ノ宮の館に退いた。さらに翌正月、景時は一族を率いて上洛の途に就き、義村は幕府の命で追討軍の1人として派遣されたが、追討軍が追いつく前に景時一族は駿河国清見関にて在地の武士たちと戦闘になり、嫡子・景季、次男・景高、三男・景茂が討たれ、景時も付近の西奈の山上にて自害することとなる。
また、元久2年（1205年）の畠山重忠の乱でも義村は重要な役割を果たしている。北条時政の後妻・牧の方の娘婿・平賀朝雅の讒訴により畠山重忠と嫡子・重保に謀叛の疑いが浮上、時政は2人を成敗することを決断する。6月22日早朝、稲毛重成（重忠の従兄）に招かれて鎌倉にいた重保を由比ヶ浜で取り囲み殺害したのは、義村の命を受けた佐久間太郎らだった。さらに、武蔵から手勢百数十騎を引き連れて鎌倉に向かう重忠を討つべく討伐軍が編成されると、義村も参加した。両軍は二俣川で合戦に及び、4時間余りの激戦が繰り広げられたのち、重忠は愛甲季隆の放った矢に討たれて討死、重忠の死を知った重秀以下も自害した。
しかし事件後、謀反の企てはでっち上げであったことが判明する。そして翌23日夕刻、討伐軍にも加わっていた稲毛重成父子、榛谷重朝父子は重忠を陥れた首謀者として義村らによって誅殺されることとなる。重忠・重成・重朝ら秩父一族は、かつて衣笠城の戦いで義村の祖父義明を討った仇でもあった。
同年の牧氏の変においても義村の関与は大きい。閏7月、時政と牧の方は将軍実朝を廃して、頼朝の猶子である朝雅を新将軍として擁立しようとしたという噂が起こる。『吾妻鏡』によると、19日に政子・義時らは義村、朝光、長沼宗政らを遣わして、時政邸にいた実朝を義時邸に迎え入れ、幕府内で完全に孤立無援になった時政と牧の方は20日に出家し、翌日には鎌倉から追放され伊豆国の北条へ隠居させられたとする。一方、『愚管抄』では、陰謀を聞いて驚いた政子が義村を呼び相談したところ、「ヨキハカリ事ノ者」である義村が実朝を義時の家に連れていき、まだ何も事は起こっていないのに郎党を招集して陣を張り、将軍の仰せとして時政を呼び出し故郷の伊豆国に送ったとしている。

### 和田合戦・実朝暗殺
建暦3年（1213年）2月、北条義時を排除しようと企む泉親衡の謀反が露見する（泉親衡の乱）。義村の従兄弟で侍所別当であった和田義盛の息子の義直、義重と甥の胤長が関係者として捕縛される。その後、息子2人は配慮され赦免になるが、義盛は三浦氏を含む一族を挙げて甥の胤長も赦免を懇請した。だが胤長は首謀者格と同等として許されず流罪となり、さらに胤長の屋敷は没収された。そのため北条氏と和田氏の関係は悪化、義盛は親族である三浦一族など多数の味方を得て打倒北条の決起をする。しかし義村は弟の胤義と相談して直前で裏切り義時に義盛の挙兵を告げ、御所の護衛に付く。戦いは義時が将軍源実朝を擁して多数の御家人を集め、義盛を破り和田氏は滅亡した（和田合戦）。合戦後、論功行賞に際して義村と波多野忠綱が政所前の合戦における先登（一番駆け）をめぐって言い争うという一幕もあった。
建保7年（1219年）1月27日、将軍実朝が公暁（実朝の兄である2代将軍源頼家の子）に暗殺される。公暁は義村に対し「我こそは東国の大将軍である。その準備をせよ」という書状を持った使いを出し、義村は「お迎えの使者を差し上げます」と偽って討手を差し向けた。待ちきれなくなった公暁が義村宅に行こうと裏山に登ったところで討手に遭遇し、激しく戦って振り払い、義村宅の塀を乗り越えようとしたところを殺害された。公暁の乳母は義村の妻であり、子の駒若丸は公暁の門弟であるなど義村との縁が深いことから、事件は公暁をそそのかして実朝と義時を同時に葬ろうとした義村が黒幕であるとする説もあるが、義時が公暁を裏で操ったという説や、将軍親裁を強め後鳥羽上皇との連携を目指した実朝を義時と義村が手を結んで排除したとする説、幕府転覆を望む後鳥羽上皇が黒幕という説もある。また、それらの背後関係よりも公暁個人の野心に最も大きな要因を求める見解もあり、近年では黒幕説を否定して公暁単独犯行説をとる研究者が多い。義村は公暁討伐の功により、同年駿河守に任官した。

### 承久の乱・伊賀氏事件
承久3年（1221年）の承久の乱では、検非違使として在京していた弟の胤義から決起をうながす書状を受けとるものの、義村は使者を追い返した上で義時の元に向かい「平判官胤義ガ今年三年京住シテ下タル状御覧ゼヨ」と事を義時に通報するという行動に出る。その後、軍議を経て出戦と決まると、義村は東海道方面軍の大将軍の一人として東海道を上り、6月15日には東寺で胤義と相対する。しかし、『承久記』慈光寺本によれば、この際、胤義は「胤義思ヘバ口惜ヤ。（略）今唯人ガマシク、アレニテ自害セント思ツレドモ、和殿ニ現参セントテ参テ候ナリ」と兄に熱く呼びかけるものの、義村は「シレ者ニカケ合テ無益ナリ」と取り合わず、その場を立ち去ったという。その後、胤義は子の胤連、兼義とともに現・京都市右京区太秦の木嶋坐天照御魂神社で自害した。
乱終息後の戦後処理でも義村は活躍した。幕府は後鳥羽・土御門・順徳の3上皇を配流とし、後鳥羽上皇の後裔のことごとくを配流・出家させてその系統による皇位の継承を認めない方針をとった。そして、高倉天皇の第2皇子である行助入道親王を治天の君として院政を敷かせるとともに、その三の宮である茂仁王を後堀河天皇として擁立することとした。この後堀河天皇の擁立に義村が関わっていることを示す史料がある。賀茂社の神官である賀茂経久による『賀茂旧記』（賀茂別雷神社蔵）がそれで、その承久3年7月7日条には「するがの守北白河殿にまいりて、宮せめいだしまいらせて、おがみまいらせて、同九日御くらゐにつかせ給ときこゆ」とあり、駿河守こと義村が北白河殿を訪れ、強引に宮を連れ出して（宮せめいだしまいらせて）皇位に即かせたとも読める内容である。しかし高橋秀樹は、寝殿造りの邸宅は儀式や来客に対応する表とプライベートな奥から構成されており、この「宮せめいだしまいらせて」は公卿の座あるいは出居などと呼ばれる来客空間にまで出座願ったということであり、その上で即位を懇願し（おがみまいらせて）後堀河天皇の誕生を実現したとしている。
同年7月、紀伊国守護に任ぜられたと推測される。このとき、義村自身は紀伊に入らず、孫の三浦氏村（三浦朝村の子）が代わりに入国し、上皇方の所領の没収、新補地頭の設置などにあたっている。
元仁元年（1224年）、北条義時が病死すると、後家の伊賀の方が自分の実子である北条政村を執権に、娘婿の一条実雅を将軍に立てようとしたとされる伊賀氏事件が起こる。政村の烏帽子親であった義村はこの陰謀に関わるが、北条政子が単身で義村宅へ問いただしに訪れたことにより翻意し、釈明して二心がないことを確認、事件は伊賀の方一族の追放のみで収拾した。だが伊賀氏謀反の風聞については執権となった北条泰時自身が否定しており、『吾妻鏡』でも伊賀氏が謀反を企てたとは一度も明言しておらず、政子に伊賀氏が処分されたことのみが記されている。そのため伊賀氏事件は、鎌倉殿や北条氏の代替わりによる自らの影響力の低下を恐れた政子が、義時の後家・伊賀の方の実家である伊賀氏を強引に潰すためにでっち上げた事件とする説もある。

### 幕府宿老
嘉禄元年（1225年）夏には大江広元・北条政子が相次いで死去する。同年12月に執権北条泰時の下、合議制の政治を行うための評定衆が設置され、義村は宿老としてこれに就任した。幕府内の地位を示す椀飯の沙汰では北条氏に次ぐ地位となっている。貞永元年（1232年）の御成敗式目の制定にも署名した（名義は「前駿河守平朝臣義村」）。4代将軍・藤原頼経は、将軍宣下ののち、三浦一族と接近するようになり、義村は子の泰村と共に近しく仕えた。『吾妻鏡』安貞元年（1227年）・翌2年（1228年）・嘉禎2年（1236年）の条などでは、頼経が現在の神奈川県平塚市田村7丁目付近にあったと伝わる義村の田村館（田村山荘・田村城とも）を度々訪れた記録が見える。そんな中、義村は暦仁元年（1238年）には鎌倉下向以来、初めてとなる上洛の途に就いた頼経の先陣を勤めている。随兵36人を従えての先陣だった。この上洛に随兵を従えて加わったのは御後に列した泰時・時房と義村のみであり、高橋秀樹はこの上洛が「頼経のハレの場でもあると同時に、義村のハレの場でもあった」としている。
延応元年12月5日（1239年12月31日）、死去。『吾妻鏡』によれば「頓死、大中風」。その翌月、ともに北条泰時を支えた時房も義村の後を追うように亡くなると、京の人々は2人の死を、顕徳院すなわち後鳥羽上皇の怨霊の仕業であると噂したという。

## 人物
- 藤原定家は『明月記』の嘉禄元年（1225年）11月19日条で「義村八難六奇之謀略、不可思議者歟」と書いており、義村の行動が同時代の人物の眼から見ても理解不能であったことをうかがわせている。これを受けて小説家の永井路子も義村を「不可解な人物」としつつ、「権謀――といって悪ければ緻密な計画性に富み、冷静かつ大胆、およそ乱世の雄たる資格をあますところなく備えたこの男は、武力に訴えることなく、終始北条一族を、振廻しつづけた。政治家的資質とスケールにおいて僅かに上回ると思われる北条義時すら足を掬われかけたこともしばしばだった」と綴っている[45]。
- 橘成季が編纂した世俗説話集『古今著聞集』に記されたエピソード。某年正月、将軍御所の侍の間の上座を占めていた義村のさらに上座に若い下総国の豪族・千葉胤綱が着座し、不快に思った義村が「下総犬は、臥所を知らぬぞとよ」とつぶやくと、胤綱はいささかも表情を変えず「三浦犬は友を食らふなり」と切り返したという[46]。胤綱の発言は和田合戦での義村の裏切りを当て擦ったものだが、国語学者の森野宗明は「座席の順位すなわち席次は、序列での位置すなわち地位 status の表象であり、その人物の格付けが端的に表現される」とした上で「この出来事を通して、義村という人物には、長幼の序にこだわり年長者を立てようとする面のあることを垣間見ることが可能であり、そうした性格を具えた人物像と、この説話において描かれている」と、権謀家とされる義村の別の一面を指摘している。ただし、相手を犬に喩えたのは行きすぎで、森野も「相手を犬に喩えての義村の嘲罵は、天に向かって唾する行為であった。それは、同じく犬に喩えた強烈な嘲罵を胤綱が浴びせる材料を提供する格好になった。この勝負、明らかに胤綱の勝ちである」と結論付けている[47]。

## 系譜
- 父：三浦義澄
- 母：伊東祐親の娘
- 妻：土肥遠平の娘
  - 次男：三浦泰村
  - 四男：三浦光村
- 生母不明
  - 長男：三浦朝村
  - 男子：三浦長村
  - 男子：三浦重村
  - 男子：三浦家村
  - 男子：三浦資村
  - 九男：三浦胤村
  - 男子：三浦重時
  - 男子：良賢（僧侶）
  - 女子：矢部禅尼
  - 女子：土岐光定室
  - 女子：毛利季光室
  - 女子：千葉秀胤正室

## 画像集

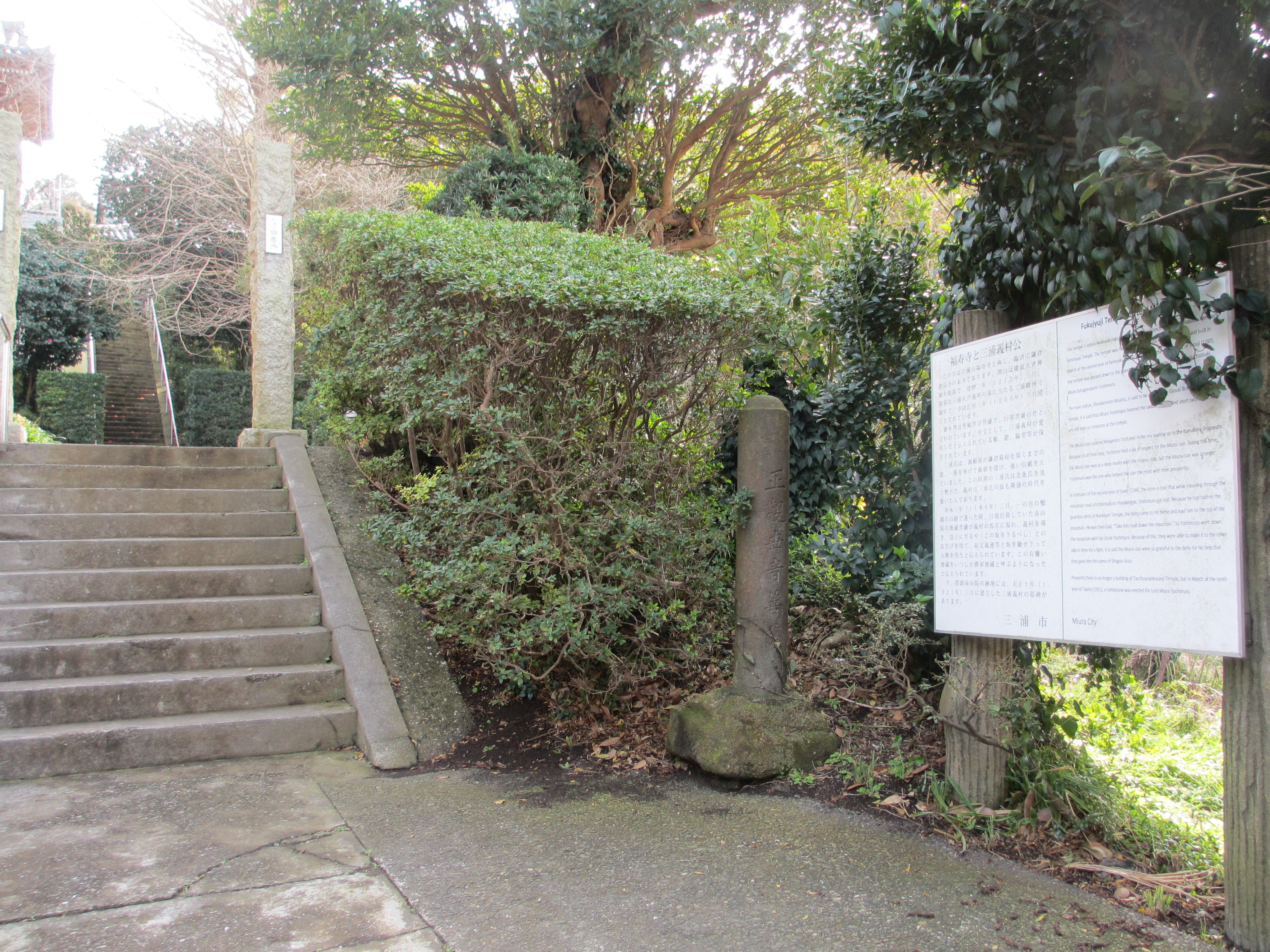
福寿寺（三浦義村公開基、寺宝は常用の鞍と鐙）
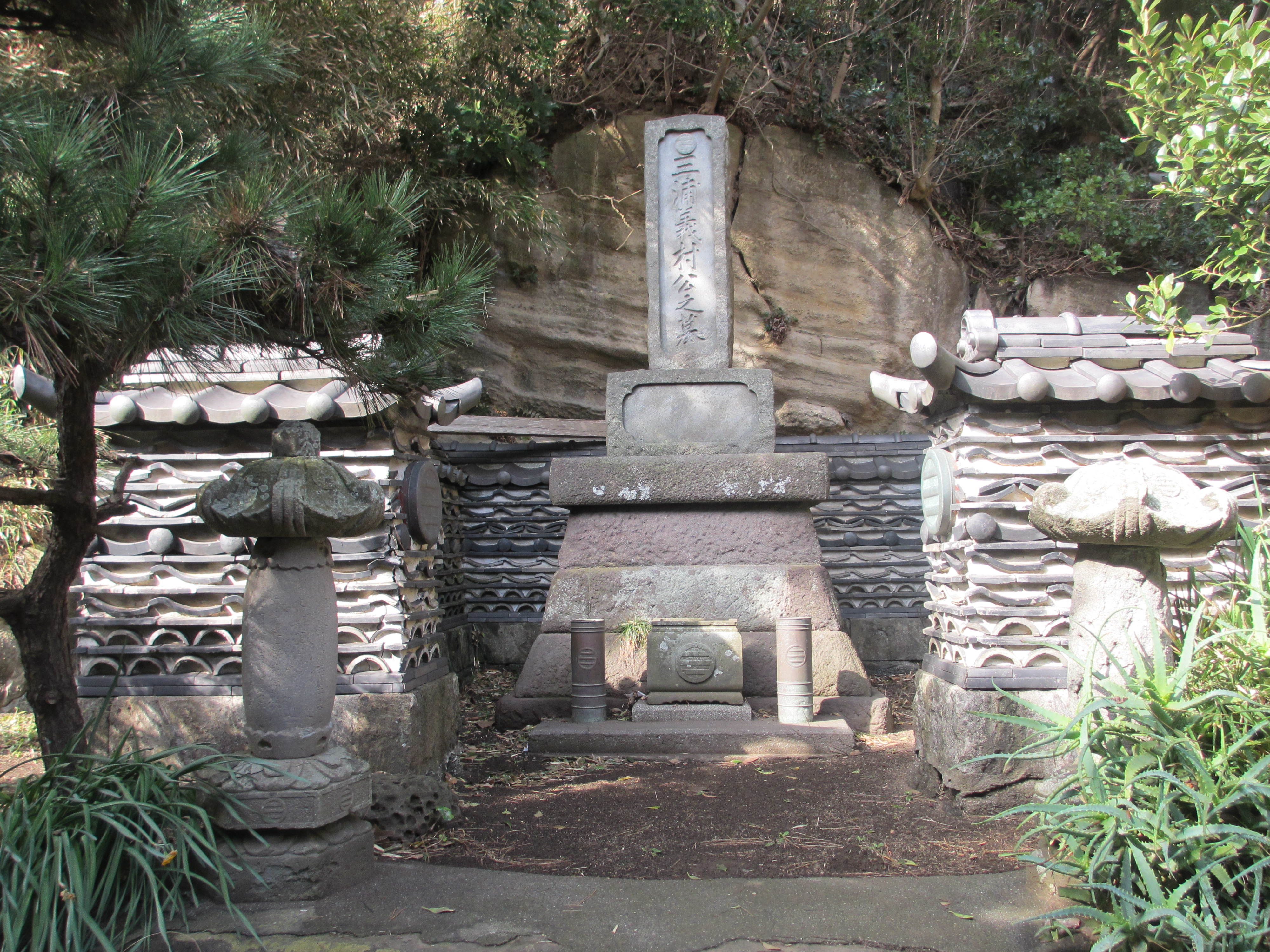
三浦義村公新墓（福寿寺向い京浜急行三浦海岸駅近く）
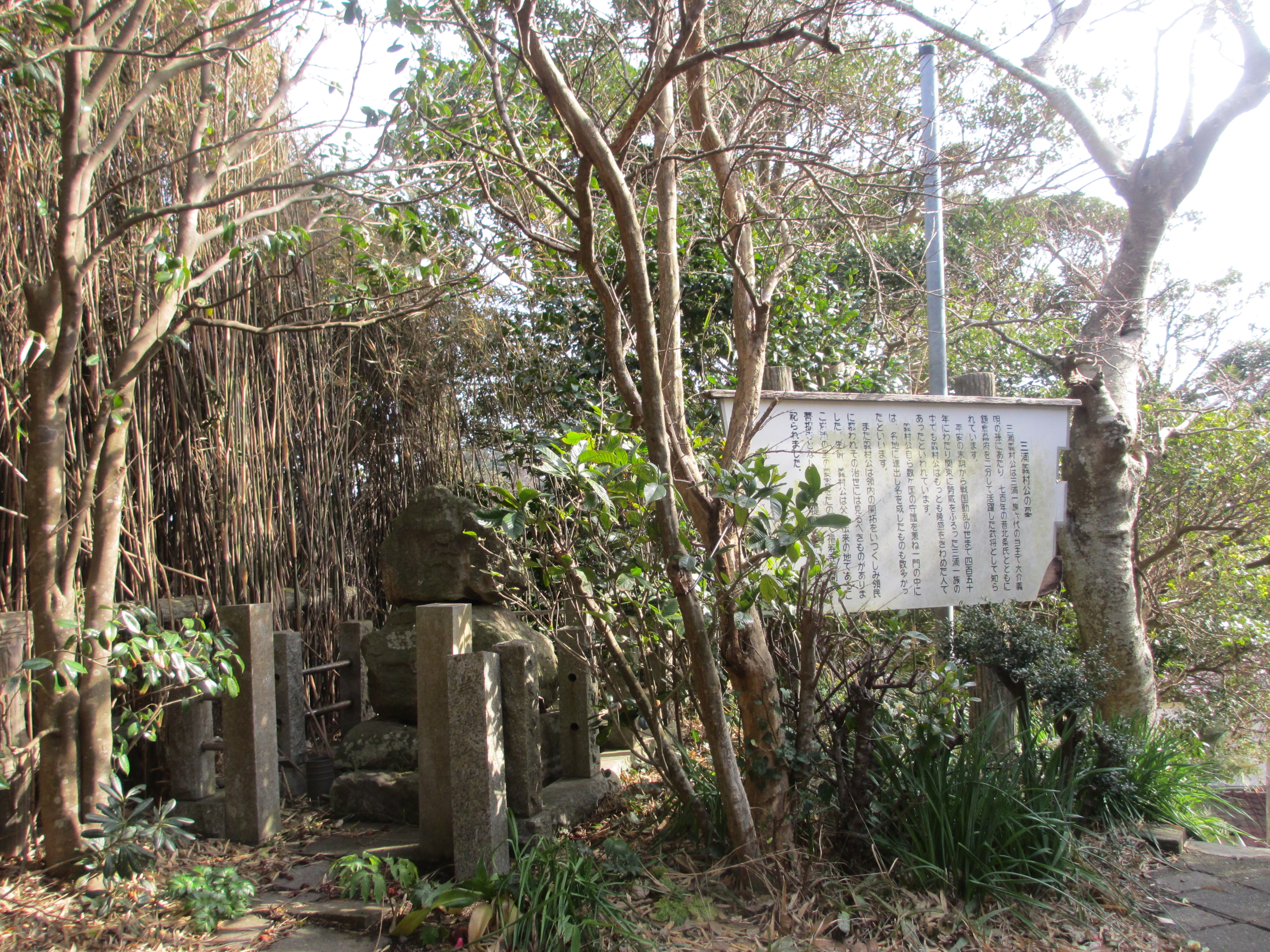
三浦義村公旧墓（1923年関東大震災で破損）
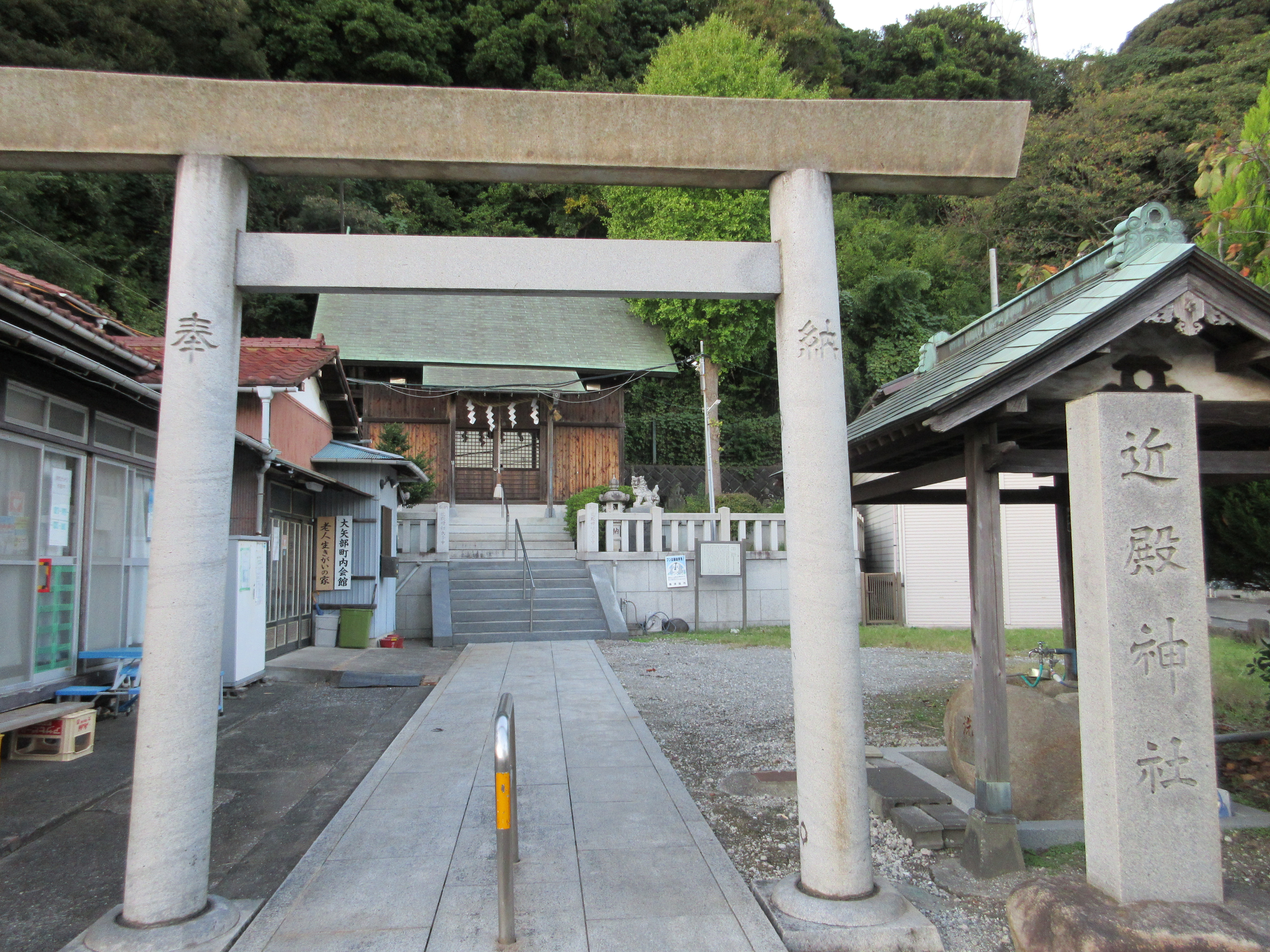
近殿神社（三浦義村公祭神、衣笠駅か京浜急行北久里浜駅近く）

## 関連作品
テレビドラマ
- 草燃える（1979年、NHK大河ドラマ） - 演：藤岡弘
- 炎立つ（1994年、NHK大河ドラマ） - 演：大森啓祠朗
- 鎌倉殿の13人（2022年、NHK大河ドラマ） - 演：山本耕史